# البيرات (لبويرات)
البيرات هي إحدى مشيخات المملكة المغربية، تتبع جغرافيا لإقليم آسا الزاك وإداريًا للبويرات. يقدر عدد سكانها بـ 1264 نسمة حسب الإحصاء الرسمي للسكان والسكنى لسنة 2004.